# Langues en Tunisie
Les langues de Tunisie sont un ensemble de langues parlées sur le territoire tunisien.

## Arabe
La Tunisie est l'État du Maghreb le plus homogène sur le plan linguistique car la totalité de la population parle l'arabe tunisien, ou darja, et maîtrise l'arabe littéral, qui est la langue officielle du pays. De plus, une grande partie de la population parle français.
L'arabe tunisien, tout comme les autres langues maghrébines que sont l'algérien, le marocain, le libyen et le maltais, s'établit sur un substrat berbère, punique et latin (roman africain). De plus, l'arabe tunisien est influencé par les langues des peuples ayant ensuite vécu ou administré cette région au cours de l'histoire, dont notamment l'arabe, le turc, l'italien, l'espagnol et le français.
En raison du multilinguisme en Tunisie — les Tunisiens sont au moins quadrilingues : arabe tunisien, arabe standard, français et anglais — et en raison de toutes les influences linguistiques, présentes dans l'arabe tunisien, ainsi que d'une importante diaspora établie à l'étranger, il est fréquent que les Tunisiens fassent de l'alternance codique, mélangeant de l'arabe tunisien avec du français, de l'anglais ou d'autres langues dans leur parler quotidien.

## Berbère
Les parlers berbères en Tunisie sont principalement parlés dans le Sud du pays (environs de Tataouine et de Matmata) et dans quelques village du sud de l'île de Djerba, ainsi que, de manière individuelle, par les berbérophones s'étant établis dans les grandes villes. L'ensemble des dialectes et parlers berbères de Tunisie appartient, aux côtés du dialecte de Zouara en Libye, au groupe zénète oriental.
Le tamazight du Sened, dans les environs de Gafsa au centre du pays, s'est éteint au XXe siècle.
Le nombre total de berbérophones en Tunisie est estimé à 50 000 locuteurs.

## Français
Durant le protectorat français de Tunisie, le français s'impose à travers les institutions, particulièrement l'éducation, qui deviennent un fort vecteur de diffusion. À partir de l'indépendance, le pays s'arabise peu à peu même si l'administration, la justice et l'enseignement restent longtemps bilingues. Les gouvernorats de Béja, Gafsa, Médenine, Monastir, Sfax, Sousse et Tunis sont membres de l'Association internationale des régions francophones.
Les années 1990 marquent un tournant avec l'arabisation des cours de sciences jusqu'à la fin du collège, avec toutes les difficultés occasionnées par ce type de processus, afin de faciliter l'accès aux études supérieures et ce dans un contexte de réhabilitation du référent arabo-islamique dans l'espace public. En octobre 1999, les établissements commerciaux se voient contraints d'accorder deux fois plus de place aux caractères arabes qu'aux caractères latins. Dans le même temps, l'administration se voit contrainte de communiquer exclusivement en arabe mais seuls les ministères de la Défense et de la Justice et le Parlement sont totalement arabisés. Dans ce contexte, l'usage du français semble régresser malgré le nombre accru de diplômés du système d'enseignement, ce qui conduit au fait qu'une bonne pratique du français demeure un marqueur social important. Puisqu'elle reste largement pratiquée dans les milieux d'affaires, l'univers médical et le monde culturel, on peut même considérer qu'elle s'est embourgeoisée.
D'après les dernières estimations fournies par le gouvernement tunisien à l'Organisation internationale de la francophonie, le nombre de personnes ayant une certaine maîtrise du français est chiffré à 6,36 millions de personnes, soit 63,6 % de la population.
En mai 2014, la langue française est la plus utilisée dans les posts sur Facebook avec 91 %, devant la langue arabe (18 %) et la langue anglaise (15 %).
En avril 2019, l'encyclopédie Wikipédia en langue française est l'édition linguistique la plus consultée en Tunisie avec 47,6 % des pages vues, devant celles en langue arabe (27,9 %) et en langue anglaise (17,6 %), les autres langues atteignant seulement 2 %.
Les billets de banque tunisiens sont écrits en arabe d'un côté et en français de l'autre.